# Likurg

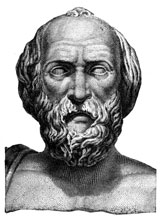
Likurg

Likurg (gr. Λυκοῦργος, Likurgos, IX lub VIII wiek p.n.e.) – według tradycji starożytnej prawodawca i twórca ustroju Sparty. Sprawował władzę regencyjną w imieniu małoletniego króla. Za poradą wyroczni delfickiej wydał tzw. Wielką Rhetrę – zbiór praw, w którym uregulował ustrój polityczny, wprowadził charakterystyczne dla Sparty wychowanie (agoge) i wspólne posiłki. Nowsze badania wskazują, że rhetra powstała, prawdopodobnie, w połowie VII w. p.n.e. Badacze przychylają się do opinii, że ustrój spartański nie powstał w wyniku jednorazowego aktu, ale formował się pod wpływem różnych czynników. Obecnie przyjmuje się też, że Likurg, tj. „Przynoszący światło”, był postacią historyczną. Trudno jednak powiedzieć, na jakim etapie formowania się Sparty działał i określić, jaka była jego rola.